# Киркесков, Миккель
Миккель Киркесков Андерсон (дат. Mikkel Kirkeskov Andersen; родился 5 сентября 1991 года, Орхус, Дания) — датский футболист, левый защитник немецкого клуба «Пройссен Мюнстер». Чемпион Польши 2018/19 в составе «Пяста».

## Клубная карьера
Заниматься футболом начинал в клубе «Риссков» из одноимённого района Орхуса, позднее перешёл в главный клуб города. В первую команду был переведён весной 2009 года. Впервые в заявку попал 31 октября на матч против «Мидтьюлланна». За клуб дебютировал 7 ноября 2010 года в гостевом матче Первого дивизиона (в предыдущем сезоне «Орхус» вылетел из Суперлиги) против «Фредерисии», заменив в перерыве Адама Экерзли. Впервые в стартовом составе вышел 18 марта 2011 года в домашней встрече с «Хробро», отыграв полностью весь матч. Первым результативным действием отметился 13 апреля в домашней игре с «Роскилле», отдав голевую передачу на Сёрена Берга. Вместе с клубом вернулся в Суперлигу, став победителем Первого дивизиона.
В высшем дивизионе дебютировал 15 августа в выездной игре с «Силькеборгом», заменив на 80-й минуте Стефана Петерсена. Впервые в старте в Суперлиге вышел 22 октября в гостевом матче против «Люнгбю». По итогам того сезона вместе с клубом занял пятое место и попал во второй квалификационный раунд Лиги Европы, где «Орхус» встретился с «Дилой» и вылетел со счётом 2:5 по итогам двух встреч. 26 июля 2012 года в гостевом матче Киркесков вышел в стартовом составе, тем самым дебютировав в еврокубках. В Суперлиге первым результативным действием отметился 30 сентября в выездной игре с «Оденсе», отдав ассист на Давита Девдариани. Сезон с клубом завершил на седьмом месте. 1 декабря 2013 года также в матче против «Оденсе» отдал пятую голевую передачу за клуб. 18 мая 2014 года провёл свою 100-ю игру за клуб. Тот сезон «Орхус» закончил на 11-м месте и во второй раз за пять лет вылетел в Первый дивизион. Последний матч за клуб провёл 27 июля против «Роскилле», заменив на 41-й минуте Давита Свирхладзе.
В конце июля 2014 года перешёл в «Оденсе». Дебютировал 2 августа в гостевом матче против действовавшего чемпиона «Ольборга», выйдя в старте. Первым результативным действием отметился 29 сентября в выездной встрече с «Норшелланном», отдав ассист на Дарко Бодула. К зиме перестал выходить на поле, сыграв с 13-го по 33-й туры всего 4 матча из 21 и выйдя в старте лишь единожды. В следующем сезоне Киркескову также не удалось стать игроком основы: из 18 возможных матчей он сыграл лишь половину.
В январе 2016 года присоединился к норвежскому клубу «Олесунн». Дебютировал 11 марта в домашнем матче против «Стабека», выйдя в стартовом составе. Первым результативным действием отметился 24 апреля в домашней встрече с «Тромсё», отдав голевую передачу на Франка Боли. Спустя два дня в кубковом матче против «Херда» отметился первым в карьере дублем из ассистов. 31 июля в своём 148-м матче в карьере забил дебютный гол, приведя свою команду к победе над «Лиллестрёмом». 20 августа 2017 года в гостевой игре с «Тромсё» впервые в карьере получил две жёлтые карточки.
В феврале 2018 года на правах аренды до конца сезона перешёл в польский клуб «Пяст». Дебютировал 7 апреля в домашнем матче с «Термаликой», заменив на 33-й минуте Марцина Петровского. Впервые в стартовом составе вышел спустя неделю в гостевой игре с «Краковией». В том сезоне «Пястом» избежал вылета, на одно очко опередив «Термалику». Летом Киркесков подписал с клубом полноценный контракт. Первым результативным действием отметился 5 октября в гостевом матче с «Медзью», отдав голевую передачу на Артура Пикка. 15 февраля 2019 года забил первый гол за клуб, отправив мяч в ворота «Леха» ударом со штрафного. В том сезоне вместе с клубом взял чемпионский титул, что стало первым трофеем в истории «Пяста». Это позволило клубу попасть в первый квалификационный раунд Лиги Чемпионов, где встретился с БАТЭ и вылетел. Киркесков дебютировал в отборе к главному еврокубку 10 июля в Борисове. После завершения сезона «Пяст» стал бронзовым призёром, а датчанин мог перейти в турецкий «Гёзтепе», однако трансфер не состоялся. В сезоне 2020/21 перестал быть основным левым защитником, сыграв из 14 матчей первой половины чемпионата лишь в половине.
В декабре 2020 года перешёл в клуб Второй Бундеслиги «Хольштайн», подписав контракт до лета 2023 года. Дебютировал 27 января в гостевой встрече с «Падерборн 07», заменив на 39-й минуте Йоханнеса ван ден Берга. Впервые в стартовом составе вышел через три дня в домашнем матче против брауншвейгского «Айнтрахта», отдав голевую передачу на Янни Серру.
В июле 2023 года после истечения контракта стал свободным агентом, из-за чего к игроку проявляли интерес ряд клубов Экстраклассы, в частности, «Шлёнск». Однако 31 июля датчанин подписал контракт с любинским «Заглембе». Дебютировал 27 августа в гостевом матче против «Короны», заменив на 42-й минуте Торнике Гаприндашвили. Впервые в стартовом составе вышел 3 сентября в домашней игре с щецинской «Погонью». 18 января 2024 года по личным причинам расторг контракт с клубом, лишившись оставшейся части зарплаты.
В январе 2024 года вернулся в кильский «Хольштайн», подписав контракт до лета.

## Карьера в сборной
Играл за юношеские национальные сборные разных возрастов. В составе сборной до 21 года принимал участие в отборе к Евро 2013. За взрослую сборную дебютировал 26 января 2013 года в гостевом неофициальном товарищеском матче против сборной Канады, выйдя в стартовом составе и отдав пас на гол Андреаса Корнелиуса.

## Достижения

### Клубные

#### «Орхус»
- Победитель Первого дивизиона: 2010/11

#### «Пяст»
- Чемпион Польши: 2018/19